# Nobody Is Perfect
Nobody Is Perfect is een nummer van de Nederlandse zangeres Davina Michelle uit 2021.
Davina Michelle zei zelf over het nummer: "Omdat ik dit jaar één van de Ambassadeurs van de Vrijheid ben, heb ik veel van mensen mogen horen wat vrijheid voor het betekent. Dat vond ik zó inspirerend en daarom heb ik dat dus in een liedje verwerkt. Ik wil hiermee laten horen dat iedereen imperfecties heeft, dat niemand perfect is en dat dat oké is. We moeten dat van elkaar accepteren. Laten we tolerant zijn naar elkaar". "Nobody Is Perfect" werd een bescheiden hitje in Nederland. Het bereikte de 26e positie in de Nederlandse Top 40.